# Фадеев, Юрий Петрович
 Фадеев Юрий Петрович  (3 декабря 1938, Новоузенск, Саратовская область — 10 февраля 2006) — советский партийный и государственный деятель, с 1988—1991 годах последний Первый секретарь Тольяттинского горкома КПСС, председатель Тольяттинского горисполкома совета народных депутатов (1988—1989), народный депутат Съезда народных депутатов РСФСР (1990—1993).

## Биография
Родился 3 декабря 1938 года в Новоузенске Саратовской области.
В 1953 вступил в ВЛКСМ.
В 1961 году окончил Саратовский институт механизации сельского хозяйства.
В 1961—1967 годах — по распределению райкома комсомола направлен на станцию технического обслуживания объединения «Сельхозтехника» в Белгородской области, мастером начальником участка, заместителем начальника, начальник, главный инженер
В 1972—1978 годах — инженер, начальник участка, зам.начальника цеха, секретарь заводского парткома ПО Тольяттинского электротехнического завода.
В 1981—1983 годах — заведующий орготделом Тольяттинского горкома КПСС, генеральный директор ПО «Тольяттинского завода технологического оснащения» (ТЗТО).
В 1983—1988 годах — первый секретарь райкома КПСС Центрального района, Тольятти.
В 1986 году по партийной линии окончил Саратовскую Высшую партийную школу.
В 1988—1989 годах — председатель Тольяттинского горисполкома совета народных депутатов.
В 1988—1991 годах — первый секретарь Тольяттинского горкома КПСС (фактически руководитель города Тольятти).
В 1990—1993 годах — народный депутат Съезда народных депутатов РСФСР, член комитета Верховного Совета РСФСР по вопросам экологии и рационального использования природных ресурсов, член фракции «Промышленный союз».
В 1993 году участвовал в создании АО «Тольяттихимбанк» в котором проработал в должности председателя правления более четырёх лет. После организовал и возглавил филиал страховой компании РЕСО-Гарантия
Скончался 10 февраля 2006 года, похоронен на «Тольяттинском городском кладбище» в селе Тимофеевка, Ставропольского района.

### Семья и награды

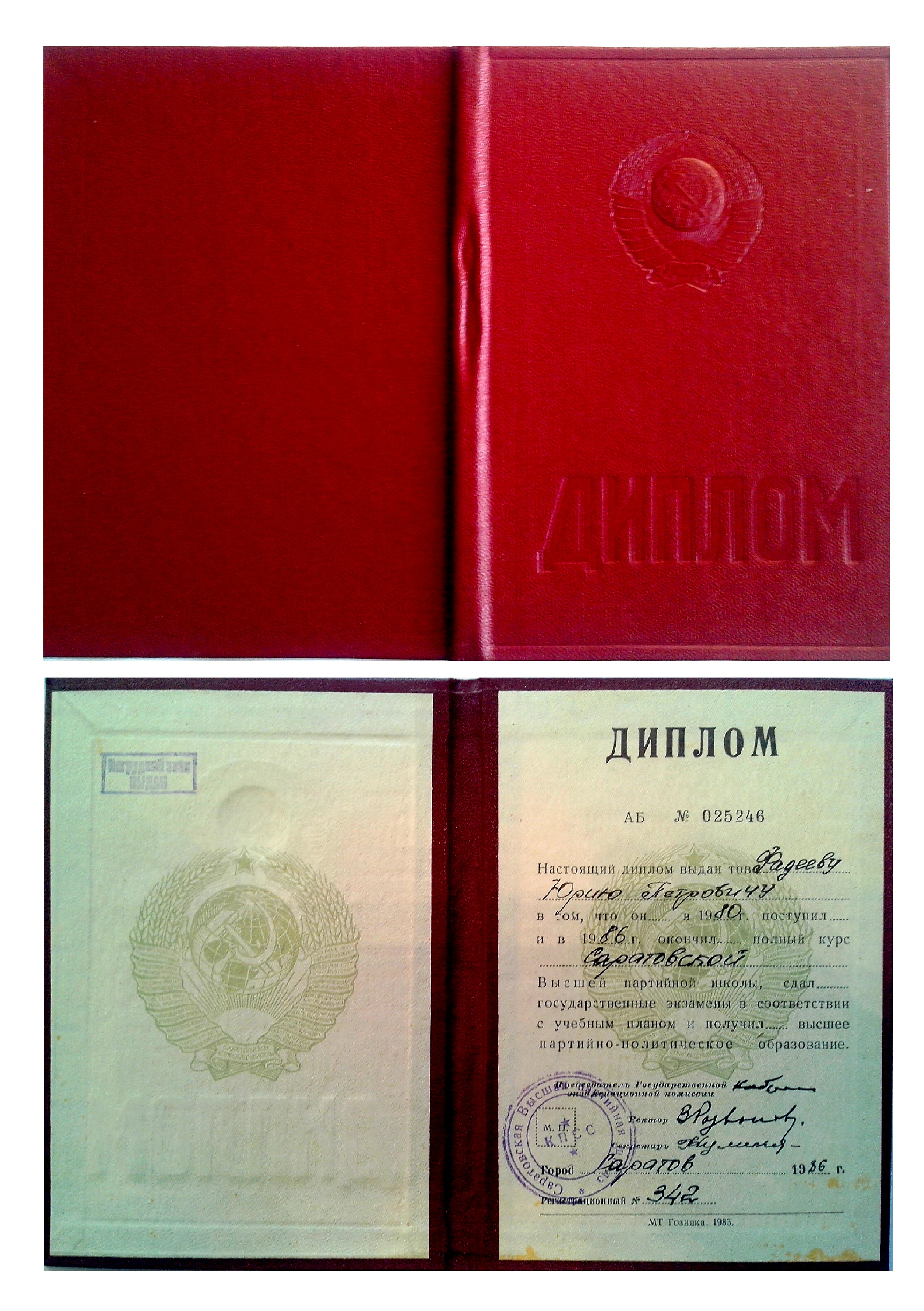
Диплом ВПШ
Юрия Фадеева

- Супруга Фадеева Людмила Ювенальевна, два сына Роман (род.1970) и Михаил (род.1962), четверо внуков[3].
- В 1981 году Орден Дружбы народов
- В 1983 году Медаль «Ветеран труда»
- В 1973 году Орден «Знак Почёта»